# Baie de l'Abondance
Pour les articles homonymes, voir Baie de Plenty.
La baie de l'Abondance, parfois nommée baie de Plenty, (en anglais : Bay of Plenty, en maori de Nouvelle-Zélande : Te Moana-a-Toi) est une baie de l'île du Nord, en Nouvelle-Zélande.
La baie s'étend de la base de la péninsule de Coromandel au cap Runaway. Plusieurs îles se situent dans cette zone, notamment Tuhua, l'île Motiti, Whale Island et le volcan actif de White Island.
Elle fut nommée par James Cook en novembre 1789, en voyant que les Maoris de la région avaient des vivres en abondance, contrastant vivement avec les habitants de la baie de la Pauvreté.